# František Josef z Ditrichštejna
František Josef z Ditrichštejna (německy Franz Joseph von Dietrichstein, 28. dubna 1767 Vídeň – 8. července 1854 Vídeň) byl šlechtic z českomoravské větve rodu Ditrichštejnů, Působil jako c.k. komorník a skutečný tajný rada a v císařské armádě dosáhl hodnosti generálmajora. Byl vlastníkem panství Mikulov a dalších statků na Moravě a v Čechách (Libochovice, Lipník nad Bečvou, Nové Město nad Metují, Dolní Kounice, Budyně nad Ohří, Vlachovo Březí).

## Životopis

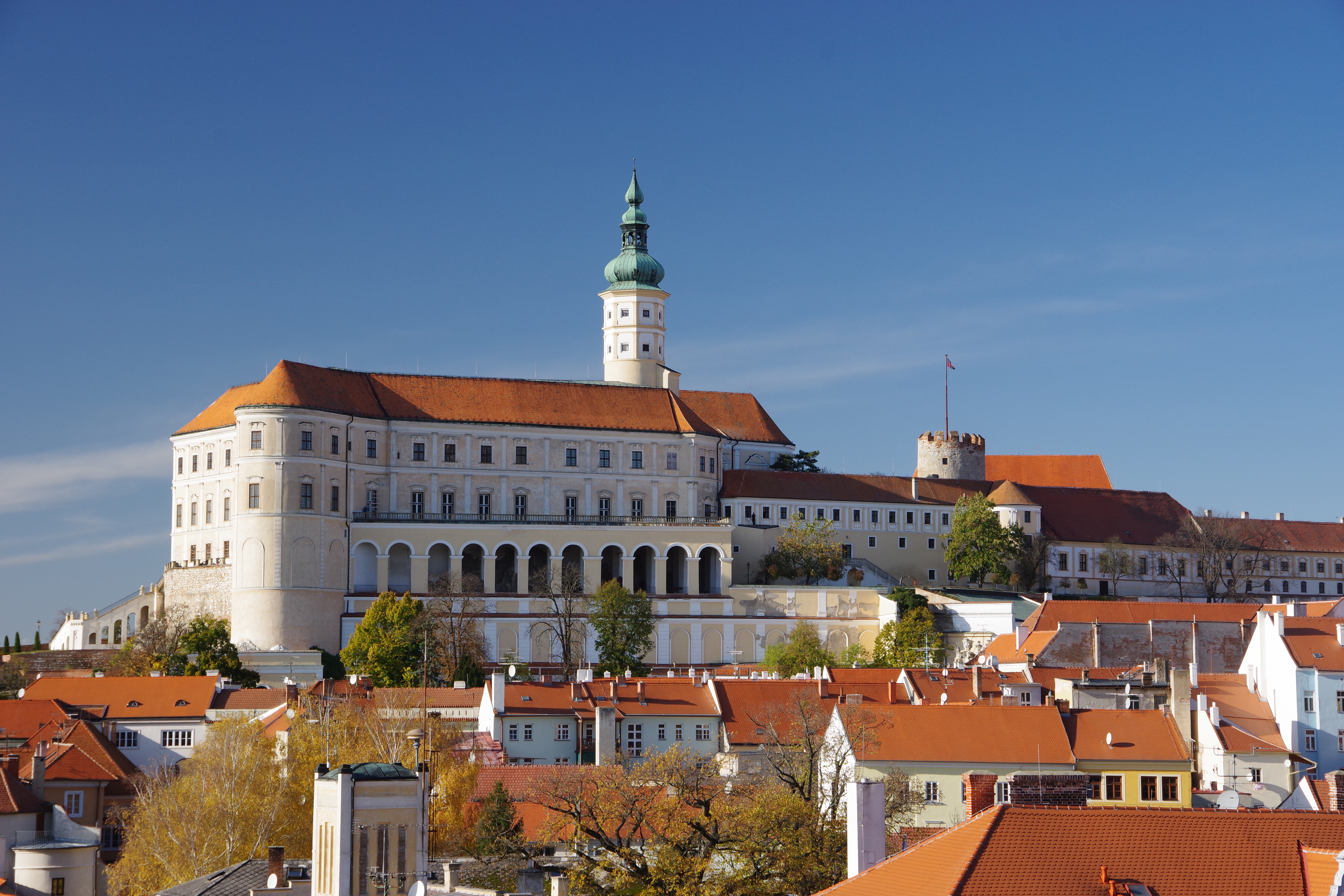
Zámek v Mikulově

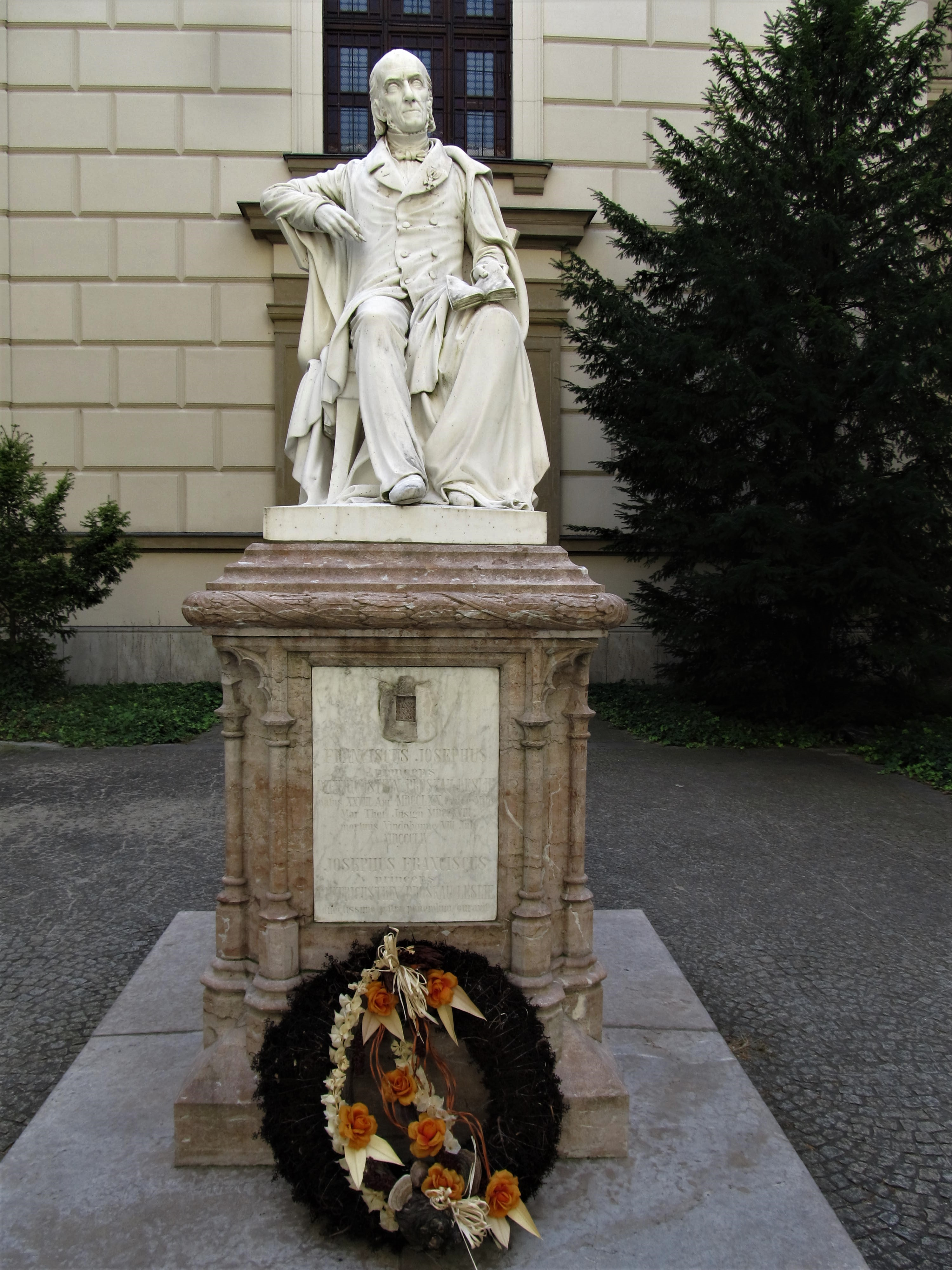
Pomník Františka Josefa z Ditrichštejna na nádvoří rodové hrobky v Mikulově

František Serafinský Josef Karel Jan Nepomucký Quirin kníže z Ditrichštejna-Proskova-Leslie, 8. říšský hrabě z Ditrichštejna (německy Franz Joseph Carl Johann Nepomuk Quirin von Dietrichstein-Proskau-Leslie, 8. Reichsfürst von Dietrichstein) se narodil ve Vídni jako třetí z osmi dětí Jana Karla z Ditrichštejna a jeho manželky Marie Kristiny, rozené z Thun-Hohensteina. Mezi jeho sourozenci byli Mořic Josef Jan, Jan Karel a sestra Marie Terezie, provdaná Kinská z Vchynic a Tetova.
Po dokončení studií se František Josef věnoval nejprve vojenské kariéře. V září 1789 již byl majorem a byl jmenován pobočníkem těšínského vévody Alberta Kazimíra. Za svůj výkon při útoku na pevnost Valenciennes 25. července 1793 byl odměněn rytířským křížem Řádu Marie Terezie. O tři roky později získal hodnost generálmajora. V této hodnosti v roce 1800 vyjednal příměří s generálem Jeanem-Victorem Moreauem.
Kolem přelomu století pobýval František Josef v Anglii, která se pro něj stala vzorem moderního státoprávního uspořádání.
Roku 1809 povolal císař František II. knížete zpět, aby jej obsadil do funkce vrchního hofmistra arcivévody Františka d'Este a dvorského komisaře v Haliči.
Na přelomu 18. a 19. století válečné události poškodily jihomoravská ditrichštejnská panství, z ekonomických důvodů proto v roce 1818 František Josef prodal panství Židlochovice a Hrušovany.
František Josef byl složitou osobností a některé jeho skutky byly považovány za skandální. Nedůvěru císaře a konzervativců mu vynesly opakované posměšky vůči kancléři Metternichovi, ale i pokus znovu založit na protest proti jeho represivnímu režimu ve Vídni zednářskou lóži. Nemalý rozruch vzbudil také tím, že odmítl převzetí Řádu zlatého rouna.
František Josef z Ditrichštejna zemřel 8. července 1854 ve věku 87 let ve Vídni, kde byl také pohřben.

## Manželství a rodina
V červenci 1797 se František Josef v Pavlovsku u Petrohradu oženil s hraběnkou Alexandrou Andrejevnou Šuvalovovou (1775–1845), s níž měl jediného syna Josefa (1798–1858), jejich manželství však nebylo šťastné a trvalo jen krátce.
Jeho dalším nemanželským synem pravděpodobně byl také klavírní virtuos Sigismund Thalberg.